# 왕맹

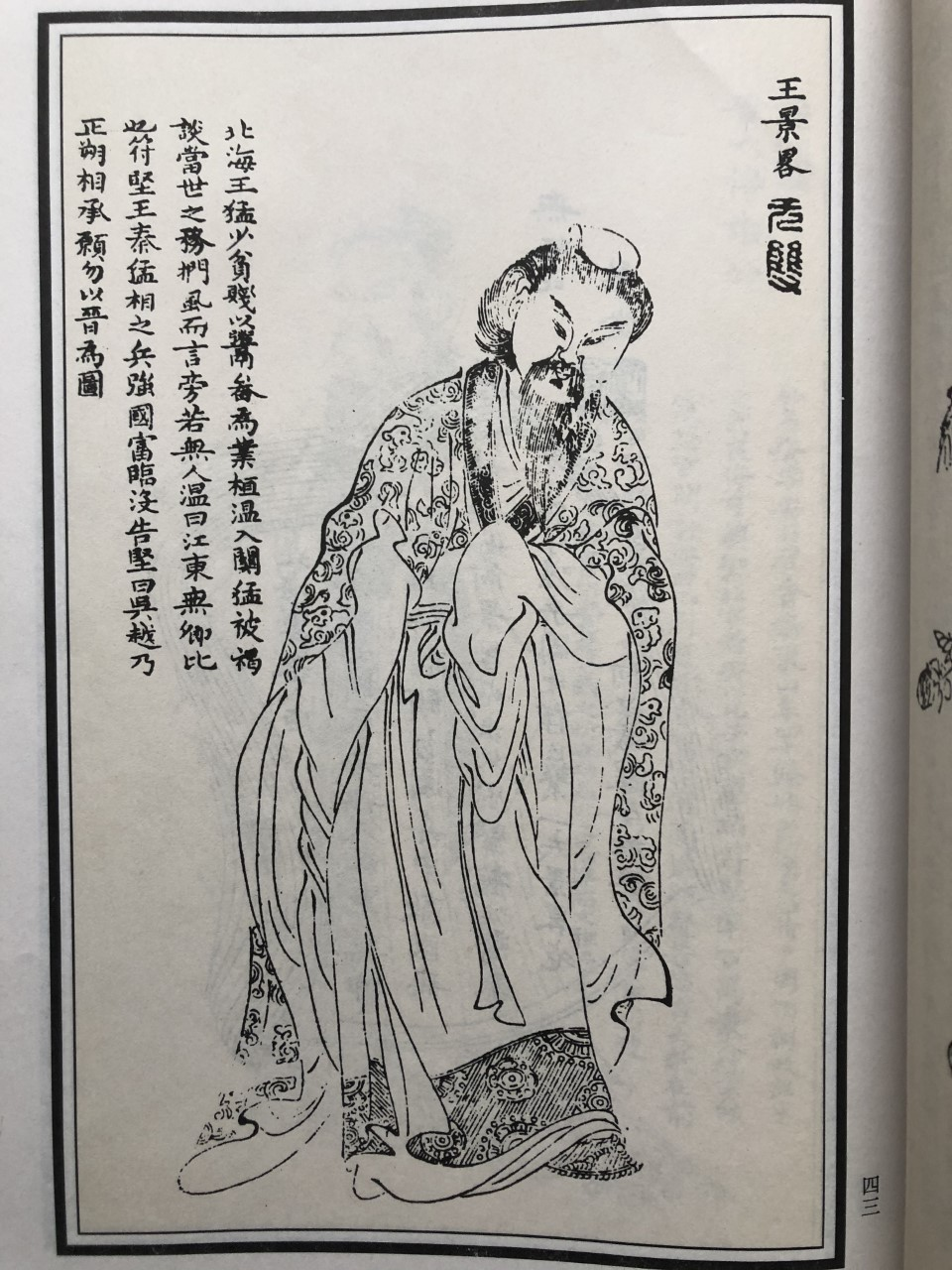

왕맹(王猛, 325년 ~ 375년)은 중국 오호십육국 시대 전진의 정치가로, 자(字)는 경략(景略), 북해군(北海郡) 극현(劇縣)(현 중국 산둥성 창러 현) 출신이다. 부견을 보좌하여 전진의 전성기를 이끌었다.

## 생애
한문(寒門)출신으로 어릴 적에 집안은 가난했지만 학문을 좋아해 여러 가지 학문과 특히 병서(兵書)를 애독하였고, 학문과 식견을 갖춘 스승 밑에서 열심히 공부해 큰 뜻을 품고 있었다. 당시 선비들은 청담(淸談)을 즐겼기에 왕맹을 얕보았고, 왕맹 또한 그들을 상대하지 않았다.

### 환온을 만나다
전진이 세워진 지 얼마 안 되어 354년 동진의 대장군 환온이 대군을 이끌고 전진을 공격하러와 관중(關中)에 이르러 패상에 주둔했다. 이때 왕맹의 나이는 30세로 화음산(華陰山)에 은거하고 있었는데, 환온의 군대가 온 것을 알고 낡은 누더기 옷을 걸친 채 동진의 진영에 찾아가 환온을 만났다.
왕맹은 환온과 만나 천하의 형세에 대해 이야기 하며, 한편으로 손으로 자신의 옷을 뒤집으며 이를 잡았다. 그의 모습에 동진의 장군들은 비웃었지만 그의 태도는 매우 침착하며 마치 옆에 아무도 없는 듯하였다. [一面談當世之事, 捫蝨而言, 旁若無人].
환온은 동진에서 왕맹을 능가할 사람이 없다고 생각해 그에게 물었다.
[나는 조정의 명령을 받들어 10만 명의 정병을 이끌고 북벌을 나서 백성들의 해악을 제거하고자하오. 하지만 관중의 호걸들은 지금까지 나를 만나러 오지 않으니, 이건 무슨 까닭이오? ]
왕맹은 조금도 망설이지 않고 대답하였다.
[장군께서는 천릿길도 멀다하지 않고 오시어, 대군들은 이미 적지 깊숙이 들어와 있습니다. 장안은 눈앞에 있는데, 장군께서는 패수를 건너 장안으로 쳐들어가지 않으시니, 백성들은 모두 장군의 마음을 알지 못합니다. 그러니 아무도 맞아주는 이가 없는 것입니다. ]
본시 환온은 잃어버린 영토를 찾고자 하는 마음이 없었으며, 북벌이라는 기회를 이용하여 자신의 야망을 이루려고 하였다. 때문에 환온은 기회만을 엿보며 장안을 공격하고 싶지가 않았던 것이다. 왕맹의 이 말은 바로 환온의 속셈을 그대로 밝힌 것이어서, 환온은 계속 말하지 않았다. 환온은 잠시 침묵을 지키다가 왕맹을 내보냈다.
환온은 군대를 철수시키면서, 왕맹에게 거마(車馬)를 보내고 그에게 관직을 주며, 함께 남쪽으로 가기를 청하였다. 이에 왕맹이 말했다.
[저로 하여금 잠시 생각하게 해주십시오.]
왕맹은 스승에게 의견을 여쭈었다. 스승은 그에게 말했다.
[너는 어찌하여 환온과 같은 사람과 함께 일을 하고자 하느냐? 아직은 여기에 머물며 기회를 기다리도록 하여라.]
이에, 왕맹은 그냥 머무르게 되었다.

### 전진 시기
357년 부견이 스스로 대진천왕(大秦天王)에 올라 인재를 구했고, 신하의 천거로 왕맹을 추천했다. 왕맹과 부견은 이야기를 나누자 서로 뜻이 맞았고, 부견은 그를 매우 존경하였다. 부견은 그를 삼국 시대 제갈량에 비견한다고 하며 자신은 유비의 심정을 알겠다고 말했다.
부견의 정책과 전략의 대부분은 왕맹에게서 나왔다. 처음엔 중서시랑(中書侍郎)이었으나, 수년 동안 연이어 승진을 거듭해 이후 경조윤(京兆尹), 이부상서(吏部尚書), 상서좌복야(尚書左僕射), 산기상시(散騎常侍), 사례교위(司隷校尉)등을 역임하면서 중책을 맡았다. 부견이 왕맹을 중용하는 것에 대해 같은 귀족이 불만을 품었으나, 귀족이 문제를 일으키자 왕맹은 법으로 엄히 다스렸고, 부견은 그를 지지해 이후 아무도 함부로 왕맹의 개혁에 뭐라고 하지 않았다.
왕맹은 문벌과 귀족을 억누르고, 내정을 정비하고 법제를 정비했다. 현인을 발탁하여 중상(重商)보다는 중농(重農)정책을 추친하는등 여러 방면에서 전진의 중국 왕조화를 진행하였다. 또한 수도 장안으로부터 각지에 이르는 도로를 정비하고 도로 양쪽에 수목을 심는 것을 시행하여 전진의 치안을 다른 어느 곳보다 좋게 하였다. 왕맹의 정책으로 전진의 국력은 강대해졌고, 이로 인해 전진은 오호십육국 시대 국가 중 가장 광대한 영역을 지배하기도 했다.
366년 12월 농서(隴西)의 이엄(李儼)이 전진에 반란을 일으키자, 왕맹이 직접 군을 이끌고 가 이엄을 평정하고 동진을 격파했다. 369년 환온이 전연을 공격하였으나 전연에게 연패했다. 부견은 왕맹을 도독관동대주제군사(都督関東六州諸軍事), 거기대장군, 기주목에 임명하여 전연 공격의 책임자가 되었다. 370년에는 왕맹은 전연 정벌군 총사령관이 되어 직접 10만의 병력을 이끌고 전연을 멸망시켰고, 그 공적으로 372년 장안으로 돌아와 승상이 되어 국가대사를 모두 관리하였다.

### 사후
375년 7월 왕맹은 병으로 인해 죽었다. 시호는 무후(武侯). 죽기 직전 왕맹은 충심을 담아 부견에게 경고했다. 당시 동진정벌을 생각한 부견에게 국내의 이민족의 동향과 한인사회의 감정을 우려해 남정을 반대하고 내치에 전념하라는 유언을 남기고 죽었다. 하지만 그의 유언을 무시하고 남정을 개시한 부견은 비수의 전투에서 대패하고 만다.

## 평가
왕맹은 오호십육국 시대를 통해 굴지의 정치가로 알려져 있으며, 자주 후조의 재상 장빈과 비교되기도 하였으나, 공적을 비하자면 왕맹이 더욱 뛰어났다.

## 전기 자료
- 『진서(晉書)』 권114, 「재기(載記)」14, 왕맹
- 『십육국춘추』 권42, 「전진록(前秦錄)」10, 왕맹